# ノールス
『ノールス』は、シンガーズハイの6枚目のシングル。Noisyから2022年6月8日にデジタルシングルとして発売された。

## 概要
ノールスという単語は漢字表記で「脳留守」となり、馬鹿という意味の俗語。
甘い言葉ではなく、行動で示してほしいという心情が描かれている。
メンバーの内山ショートは「最近のトレンドの音楽をしっかり聴いた上で、ノリの良いビートに強めのコーラスワークが乗っかったサウンドの音楽を意識して作りました。」と語っている。

## 収録曲
1. ノールス [2:58]